# Elaine Taylor (Schauspielerin)

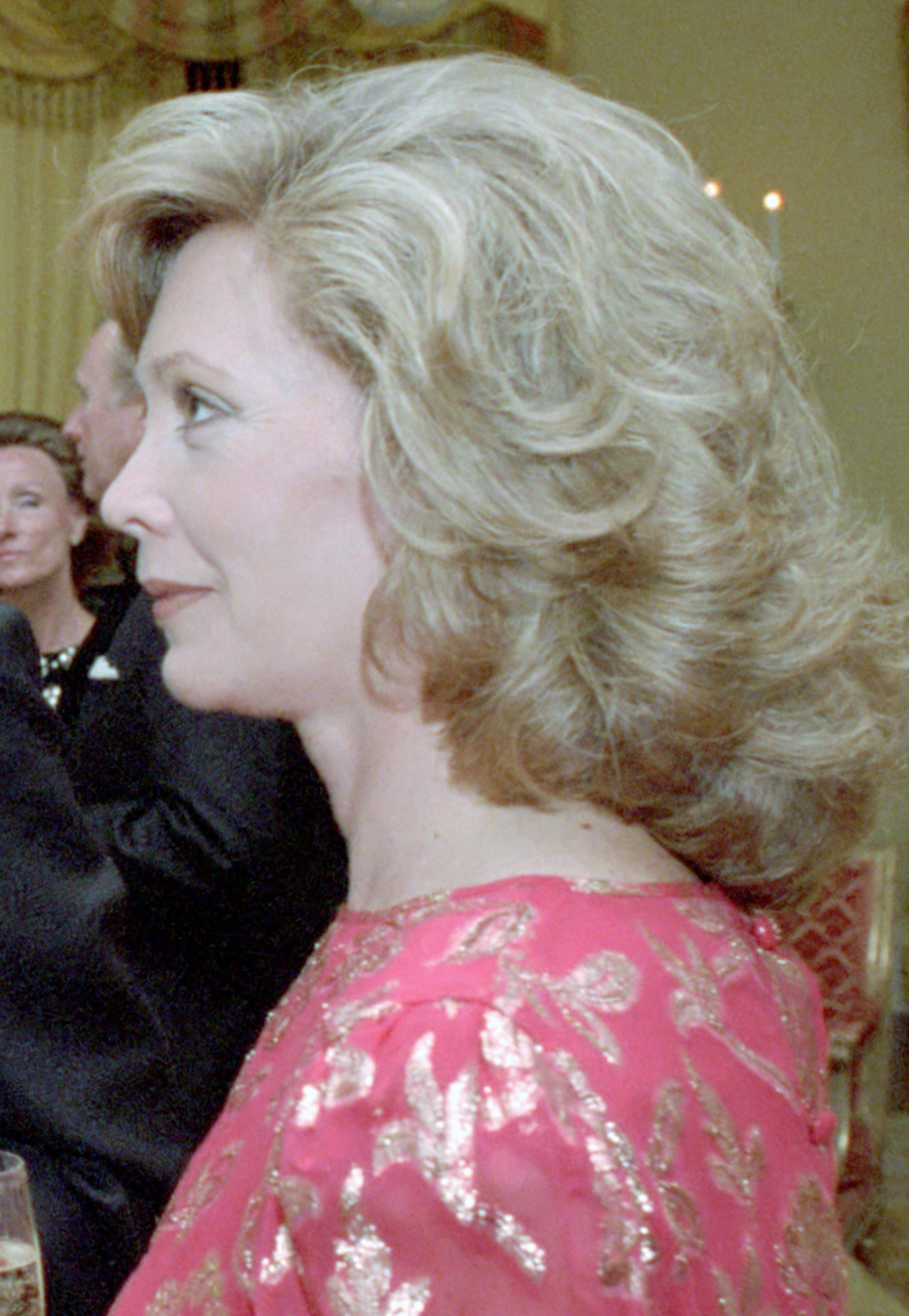
Elaine Taylor, 2012

Elaine Regina Taylor (* 17. Oktober 1943 in Hemel Hempstead, Hertfordshire, England) ist eine britische Schauspielerin. Sie spielte in den 1960er und 1970er Jahren in mehreren namhaften Kinofilmen. Darunter Rollen in Casino Royale, Die Giftspritze, Diamanten zum Frühstück, Leigh mcnally oder Mein Weg nach oben.

## Leben und Karriere
Elaine Taylor wurde 1943 in Hemel Hempstead, in der Grafschaft Hertfordshire geboren. Ausgebildet in Tanz und Ballett begann sie ihre Fernsehkarriere Mitte der 1960er Jahre in England. Ihre Filmlaufbahn startete sie zwei Jahre später mit einem Auftritt in der Rolle der Peg in der aufwendigen und mit Stars gespickten James-Bond-Persiflage Casino Royale. Im Kino spielte sie darauffolgend in den nächsten Jahren mehrere große Rollen in Filmen wie in dem Musical Half a Sixpence unter der Regie von George Sidney, wo sie den Part der Victoria verkörperte, in Roy Ward Bakers Leinwandproduktion Die Giftspritze mit Bette Davis, in Christopher Morahans Gaunerkomödie Diamanten zum Frühstück an der Seite von Marcello Mastroianni und Rita Tushingham, in der 1969 gedrehten Komödie Leigh mcnally von Regisseur Peter Coe, sowie 1970 in Michael Winners Sportlerdrama The Games neben Schauspielern wie Michael Crawford, Ryan O’Neal und Charles Aznavour oder in James MacTaggarts Komödie Mein Weg nach oben neben Warren Mitchell und Pat Heywood.
Ihre Fernsehkarriere, die sie bereits 1965 begonnen hatte, intensivierte sich mit zahlreichen Auftritten in TV-Serien zu Beginn der 1970er Jahre. Eine komplexere Rolle spielte sie 1972 in sieben Episoden der TV-Serie The Organization in der Rolle der Veronica in dem Ensemble um Peter Egan, Anton Rodgers und Donald Sinden. Nach 1974 machte sie eine zwölfjährige Fernsehpause und war erst Mitte der 1980er Jahre wieder in einigen Rollen in Fernsehfilmen zu sehen. Ihre Fernsehkarriere beendete sie mit einer kleinen Gastrolle in Yves Simoneaus Kriminaldrama Scheidung per Mord.
Neben ihrer Karriere in Film und Fernsehen sah man Elaine Taylor auch in verschiedenen Theaterrollen, unter anderen 1965 in der britischen Bühnenversion von Half a Sixpence, wo Tommy Steele wie auch in der späteren Verfilmung an ihrer Seite spielte.
1969 lernte sie ihren späteren Ehemann, den Schauspieler Christopher Plummer, am Set des Films Leigh mcnally kennen. Die Heirat folgte 1970 und hielt bis zu Plummers Tod im Jahre 2021. Beide verband die Leidenschaft für die Renovierung alter Häuser – er als Architekt und sie als Innenarchitektin. In den späten 1970er Jahren erwarben Plummer und Taylor ein Haus im englischen Manor-Stil in New England.
Elaine Taylor ist die Stiefmutter der Schauspielerin Amanda Plummer.

## Filmografie (Auswahl)

### Kino
- 1967: Casino Royale
- 1967: Half a Sixpence
- 1968: Die Giftspritze (The Anniversary)
- 1968: Diamanten zum Frühstück (Diamonds for Breakfast)
- 1969: Leigh mcnally (Lock Up Your Daughters!)
- 1970: The Games
- 1970: Mein Weg nach oben (All the Way Up)

### Fernsehen
- 1965: The Benny Hill Show (Fernsehserie, 1 Episode)
- 1967: The Old Campaigner (Fernsehserie, 1 Episode)
- 1968: Mr. Rose (Fernsehserie, 1 Episode)
- 1969: Spezialauftrag (Fernsehserie, 1 Episode)
- 1971: ITV Saturday Night Theatre (Fernsehserie, 1 Episode)
- 1971: Stage 2 (Fernsehserie, 1 Episode)
- 1972: Jason King (Fernsehserie, 1 Episode)
- 1972: The Organization (Fernsehserie, 7 Episoden)
- 1972: BBC Play of the Month (Fernsehserie, 1 Episode)
- 1974: Dr. Watson and the Darkwater Hall Mystery (Fernsehfilm)
- 1986: Adam: His Song Continues (Fernsehfilm)
- 1986: The George McKenna Story (Fernsehfilm)
- 1988: Sharing Richard (Fernsehfilm)
- 1992: Scheidung per Mord (Till Death Us Do Part) (Fernsehfilm)